# Idioma nyamudy
El Idioma nyamudy es una lengua aborigen australiana perteneciente a la familia de Lenguas pama-ñunganas sudorientales.
El idioma nyamudy es considerado en algunos textos como un dialecto del idioma ngarigo